# 최인용
최인용(崔麟溶, 1879년 10월 15일 ~ ? )은 일제강점기의 군수이다.

## 생애
1905년 7월 충청남도 관찰부 경무서 경무관을, 1906년 10월 충청남도관찰도 참서관을 거쳐 1908년 1월 충청남도관찰도 사무관에 임명되었다. 합병 후, 1910년 10월 고등관 8등의 군수에 임명되어 경상북도 의성군수로 부임했다. 1911년 6월 경상북도 경산 군수로 옮겼다. 재직 중, 1912년 8월 한국병합기념장을, 1915년 11월 다이쇼천황 즉위기념 대례기념장을 받았다.
민족문제연구소의 친일인명사전 수록자 명단의 관료 부분에 포함되었다.

## 참고 자료
- 친일인명사전편찬위원회 (2009). 《친일인명사전》. 761쪽.